# Erill la Vall
Erill la Vall – miejscowość w Hiszpanii, w Katalonii, w prowincji Lleida, w comarce Alta Ribagorça, w gminie La Vall de Boí.
Według danych INE w 2020 roku liczyła 97 mieszkańców – 49 mężczyzn i 48 kobiet. 